# Veulettes-sur-Mer
Veulettes-sur-Mer is een gemeente in het Franse departement Seine-Maritime (regio Normandië) en telt 308 inwoners (2004). De plaats maakt deel uit van het arrondissement Dieppe.

## Geografie
De oppervlakte van Veulettes-sur-Mer bedraagt 4,7 km², de bevolkingsdichtheid is 65,5 inwoners per km².
De onderstaande kaart toont de ligging van Veulettes-sur-Mer met de belangrijkste infrastructuur en aangrenzende gemeenten.

## Demografie
Onderstaande figuur toont het verloop van het inwonertal (bron: INSEE-tellingen).